# Бисер Рачев
Бисер Рачев е български музикант, китарист. Има над 150 авторски композиции. През 1995 г. в Южна Корея поставя рекорд за най-бързо свирене на китара.

## Биография и творчество
Роден е през 1973 г. Дядо му Христо Милев е тамбурист, сред основателите на ансамбъл „Филип Кутев“.
Повлиян от дядо си, Рачев започва да се занимава с музика. Записва първия си инструментален албум „Скоростта на светлината“ през 1993 г. в стил хард-фолк рок. През 1995 г. е обявен за най-бързия китарист в света след състезание в Южна Корея. Същата година печели награда на конкурс в Оклахома за един от 10-те най-добри китаристи и композитори.
През 1996 г. записва втория си албум „Дай Боже“, в който включва поп фолк песни, а участие взимат Иво Балтов и Снежана Еленска. През 1997 г. излиза дуетния му албум с Елена Кацарова „Луда по теб“. През 1999 г. записва албума „Карузо“, в който участват Сашо Роман, Данчо Първанов, Евгени Ковачев и други гост-изпълнители.
Рачев основава и собствена група, наречена „Гинес бенд“. Най-известната композиция на групата е „Реквием за Васил Левски“ от 2007 г.
През 2013 г. гостуването му в предаването „По живо, по здраво“ в ТВ Враца влиза в Господари на ефира.
Писал е песни за изпълнители като Маргарита Хранова, Деян Неделчев и др.

## Дискография
- Скоростта на светлината – 1993
- Дай Боже – 1996
- Луда по теб – 1997 (с Елена Кацарова)
- Бисер Рачев и приятели, част 1 -- 1998
- Карузо – 1999 (със Сашо Роман)